# Championnat de Russie de football 1999
Navigation
Saison précédente Saison suivante
La saison 1999 de Vyschi Divizion est la huitième édition de la première division russe.
Lors de cette saison, le Spartak Moscou a conservé son titre de champion de Russie face aux quinze meilleurs clubs russes lors d'une série de matchs se déroulant sur toute l'année.
Chacun des seize clubs participant au championnat a été confronté à deux reprises aux quinze autres.
Cinq places étaient qualificatives pour les compétitions européennes, la sixième place étant celles du vainqueur de la Coupe de Russie 1999-2000.
Le Spartak Moscou a été sacré champion de Russie pour la septième fois.

## Clubs participants
CSKA Moscou
Dynamo Moscou
Lokomotiv Moscou
Spartak Moscou
Torpedo Moscou
Légende des couleurs
- Troisième tour de qualification de la Ligue des champions 1999-2000
- Deuxième tour de qualification de la Ligue des champions 1999-2000
- Premier tour de la Coupe UEFA 1999-2000
- Tour préliminaire de la Coupe UEFA 1999-2000
- Deuxième tour de la Coupe Intertoto 1999
- Promu de deuxième division

| Club                       | Présent depuis | Classement 1998 | Entraîneur                         | Stade                  | Capacité théorique |
| -------------------------- | -------------- | --------------- | ---------------------------------- | ---------------------- | ------------------ |
| Spartak Moscou             | 1992           | 1               | Oleg Romantsev                     | Stade Loujniki         | 84 745             |
| CSKA Moscou                | 1992           | 2               | Oleg Dolmatov                      | Stade Loujniki         | 84 745             |
| Lokomotiv Moscou           | 1992           | 3               | Iouri Siomine                      | Stade Lokomotiv        | 28 800             |
| Rotor Volgograd            | 1992           | 4               | Viktor Prokopenko                  | Stade central          | 32 120             |
| Zénith Saint-Pétersbourg   | 1996           | 5               | Anatoli Davydov                    | Stade Petrovski        | 22 000             |
| Rostselmach Rostov         | 1995           | 6               | Sergueï Andreïev                   | Stade Rostselmach      | 15 840             |
| Ouralan Elista             | 1998           | 7               | Aleksandr Averianov                | Stade Ouralan          | 10 300             |
| Alania Vladikavkaz         | 1992           | 8               | Valeri Gazzaev                     | Stade Spartak          | 32 600             |
| Dynamo Moscou              | 1992           | 9               | Alekseï Petrouchine                | Stade Dynamo           | 36 540             |
| Tchernomorets Novorossiisk | 1995           | 10              | Vladimir Fedotov                   | Stade Troud            | 12 500             |
| Torpedo Moscou             | 1992           | 11              | Vitali Chevtchenko                 | Stade Eduard Streltsov | 13 200             |
| Krylia Sovetov Samara      | 1992           | 12              | Aleksandr Averianov                | Stade Metallourg       | 33 220             |
| Jemtchoujina Sotchi        | 1993           | 13              | Viktor Antikhovitch (en)           | Stade central          | 12 500             |
| Chinnik Iaroslavl          | 1997           | 14              | Aleksandr Pobegalov (en) (intérim) | Stade Chinnik          | 22 990             |
| Saturn Ramenskoïe          | 1999           | 1 (D2)          | Sergueï Pavlov                     | Stade Saturn           | 14 685             |
| Lokomotiv Nijni Novgorod   | 1999           | 2 (D2)          | Valeri Ovtchinnikov (en)           | Stade Lokomotiv        | 17 765             |

### Changements d'entraîneur
| Club                       | Entraîneur partant                 | Date de départ | Entraîneur arrivant                | Date d'arrivée |
| -------------------------- | ---------------------------------- | -------------- | ---------------------------------- | -------------- |
| Chinnik Iaroslavl          | Aleksandr Averianov                | avril 1999     | Aleksandr Pobegalov (en) (intérim) | avril 1999     |
| Jemtchoujina Sotchi        | Anatoli Baïdatchny                 | mai 1999       | Guennadi Afanasiev (intérim)       | mai 1999       |
| Ouralan Elista             | Pavlo Yakovenko                    | mai 1999       | Aleksandr Skrynnikov (intérim)     | mai 1999       |
| Chinnik Iaroslavl          | Aleksandr Pobegalov (en) (intérim) | juin 1999      | Benjaminas Zelkevičius (en)        | juin 1999      |
| Dynamo Moscou              | Gueorgui Iartsev                   | juin 1999      | Alekseï Petrouchine                | juin 1999      |
| Jemtchoujina Sotchi        | Guennadi Afanasiev (intérim)       | juin 1999      | Viktor Antikhovitch (en)           | juin 1999      |
| Ouralan Elista             | Aleksandr Skrynnikov (intérim)     | juin 1999      | Yevhen Kucherevskyi (en)           | juin 1999      |
| Ouralan Elista             | Yevhen Kucherevskyi (en)           | juin 1999      | Aleksandr Averianov                | juin 1999      |
| Tchernomorets Novorossiisk | Sergueï Boutenko (en)              | juillet 1999   | Vladimir Fedotov                   | juillet 1999   |
| Chinnik Iaroslavl          | Benjaminas Zelkevičius (en)        | octobre 1999   | Aleksandr Pobegalov (en) (intérim) | octobre 1999   |

## Compétition

### Qualifications en coupes d'Europe
À l'issue de la saison, le champion s'est qualifié pour le phase de groupes de la Ligue des champions 2000-2001, le deuxième s'est quant à lui qualifié pour le troisième tour préliminaire de cette même Ligue des champions.
Le vainqueur de la Coupe de Russie 1999-2000 et le finaliste ayant tous deux terminés dans les cinq premiers du championnat, les quatre places en Coupe UEFA 2000-2001 sont revenues au troisième, au quatrième, au cinquième et au sixième du championnat. Ces places étaient toutes qualificatives pour le premier tour de la compétition.

### Classement
Le classement est établi sur le barème classique de points (victoire à 3 points, match nul à 1, défaite à 0).
Pour départager les équipes à égalité de points, on tient d'abord compte des confrontations directes, puis de la différence de buts générale et du nombre de buts marqués et enfin si la qualification ou la relégation est en jeu, les deux équipes jouent une rencontre d'appui sur terrain neutre.
| Rang | Équipe                     | Pts | J  | G  | N  | P  | Bp | Bc | Diff |
| ---- | -------------------------- | --- | -- | -- | -- | -- | -- | -- | ---- |
| 1    | Spartak Moscou T           | 72  | 30 | 22 | 6  | 2  | 75 | 24 | +51  |
| 2    | Lokomotiv Moscou C         | 65  | 30 | 20 | 5  | 5  | 62 | 30 | +32  |
| 3    | CSKA Moscou                | 55  | 30 | 15 | 10 | 5  | 56 | 29 | +27  |
| 4    | Torpedo Moscou             | 50  | 30 | 13 | 11 | 6  | 38 | 33 | +5   |
| 5    | Dynamo Moscou              | 44  | 30 | 12 | 8  | 10 | 44 | 41 | +3   |
| 6    | Alania Vladikavkaz         | 43  | 30 | 12 | 7  | 11 | 54 | 45 | +9   |
| 7    | Rostselmach Rostov         | 41  | 30 | 11 | 8  | 11 | 32 | 37 | -5   |
| 8    | Zénith Saint-Pétersbourg   | 39  | 30 | 9  | 12 | 9  | 36 | 34 | +2   |
| 9    | Ouralan Elista             | 36  | 30 | 10 | 6  | 14 | 27 | 34 | -7   |
| 10   | Saturn Ramenskoïe P        | 34  | 30 | 8  | 10 | 12 | 30 | 38 | -8   |
| 11   | Lokomotiv Nijni Novgorod P | 33  | 30 | 9  | 6  | 15 | 33 | 48 | -15  |
| 12   | Krylia Sovetov Samara      | 31  | 30 | 8  | 7  | 15 | 39 | 49 | -10  |
| 13   | Rotor Volgograd            | 31  | 30 | 7  | 10 | 13 | 36 | 51 | -15  |
| 14   | Tchernomorets Novorossiisk | 29  | 30 | 7  | 8  | 15 | 30 | 49 | -19  |
| 15   | Jemtchoujina Sotchi        | 26  | 30 | 5  | 11 | 14 | 29 | 55 | -26  |
| 16   | Chinnik Iaroslavl          | 24  | 30 | 5  | 9  | 16 | 21 | 45 | -24  |

| Légende : Qualifications et relégations | Légende : Qualifications et relégations                                               |
| --------------------------------------- | ------------------------------------------------------------------------------------- |
|                                         | Ligue des champions 2000-2001 (Phase de groupes)                                      |
|                                         | Ligue des champions 2000-2001 (3e tour préliminaire)                                  |
|                                         | Coupe UEFA 2000-2001 (1er tour)                                                       |
|                                         | Coupe Intertoto 2000 (3e tour)                                                        |
|                                         | Coupe Intertoto 2000 (2e tour)                                                        |
|                                         | Relégation en deuxième division                                                       |
|                                         | T : Tenant du titre 1998 P : Promu 1998 C : Vainqueur de la Coupe de Russie 1999-2000 |

### Matchs
| Résultats (▼dom., ►ext.)                                   | Vla | Nov | CSK | DyM | Sov | LoM | LoN | Ros | Vol | Sat | Iar | SpM | ToM | Eli | StP | Sot |
| Alania Vladikavkaz                                         |     | 3-1 | 0-1 | 5-1 | 1-1 | 0-2 | 5-2 | 3-1 | 3-0 | 2-0 | 3-1 | 0-1 | 6-1 | 4-2 | 2-2 | 2-2 |
| Tchernomorets Novorossiisk                                 | 1-0 |     | 2-1 | 2-1 | 1-1 | 1-4 | 0-1 | 1-0 | 1-1 | 1-1 | 1-1 | 1-1 | 1-2 | 0-0 | 1-0 | 3-0 |
| CSKA Moscou                                                | 4-1 | 5-2 |     | 4-1 | 1-1 | 1-0 | 3-1 | 2-0 | 5-1 | 1-0 | 5-0 | 0-4 | 0-0 | 2-0 | 2-2 | 3-0 |
| Dynamo Moscou                                              | 0-0 | 0-1 | 1-0 |     | 3-3 | 2-4 | 2-1 | 4-0 | 2-1 | 0-0 | 3-1 | 1-1 | 1-1 | 1-0 | 0-1 | 3-0 |
| Krylia Sovetov Samara                                      | 0-3 | 1-1 | 1-1 | 1-2 |     | 1-2 | 3-0 | 0-0 | 0-1 | 2-0 | 4-2 | 3-1 | 1-2 | 0-1 | 3-2 | 4-2 |
| Lokomotiv Moscou                                           | 4-1 | 2-1 | 1-0 | 2-1 | 2-0 |     | 3-1 | 3-0 | 5-1 | 3-0 | 4-1 | 0-3 | 1-2 | 1-0 | 1-1 | 1-1 |
| Lokomotiv Nijni Novgorod                                   | 2-1 | 3-2 | 0-2 | 1-3 | 3-0 | 0-0 |     | 0-0 | 1-1 | 0-1 | 1-0 | 2-4 | 0-1 | 1-2 | 1-0 | 2-1 |
| Rostselmach Rostov                                         | 4-2 | 1-0 | 1-3 | 1-3 | 2-1 | 1-1 | 1-0 |     | 1-1 | 4-1 | 0-0 | 0-3 | 0-0 | 2-0 | 2-1 | 2-1 |
| Rotor Volgograd                                            | 0-2 | 5-2 | 1-1 | 1-2 | 2-1 | 1-0 | 2-3 | 0-1 |     | 1-1 | 2-0 | 3-3 | 0-2 | 3-1 | 2-2 | 0-0 |
| Saturn Ramenskoïe                                          | 0-1 | 3-0 | 2-3 | 3-3 | 2-0 | 1-1 | 1-1 | 1-1 | 1-0 |     | 0-0 | 0-3 | 2-2 | 2-0 | 1-0 | 3-0 |
| Chinnik Iaroslavl                                          | 1-1 | 1-0 | 0-0 | 3-1 | 1-2 | 2-4 | 0-1 | 0-3 | 2-0 | 0-0 |     | 1-2 | 1-0 | 1-0 | 0-0 | 0-0 |
| Spartak Moscou                                             | 3-0 | 2-0 | 1-0 | 2-2 | 3-0 | 3-0 | 2-2 | 1-0 | 4-1 | 3-1 | 4-1 |     | 0-1 | 3-0 | 4-1 | 4-0 |
| Torpedo Moscou                                             | 1-1 | 3-1 | 2-2 | 0-1 | 3-1 | 2-4 | 3-2 | 1-2 | 2-1 | 0-2 | 0-0 | 0-0 |     | 3-1 | 1-0 | 1-0 |
| Ouralan Elista                                             | 3-0 | 3-1 | 1-1 | 1-0 | 2-1 | 0-1 | 3-0 | 2-1 | 0-1 | 2-0 | 1-0 | 0-1 | 1-1 |     | 0-0 | 1-1 |
| Zénith Saint-Pétersbourg                                   | 2-2 | 1-1 | 1-1 | 0-0 | 3-1 | 1-2 | 1-0 | 1-0 | 1-1 | 2-1 | 2-1 | 1-2 | 0-0 | 2-0 |     | 3-1 |
| Jemtchoujina Sotchi                                        | 2-0 | 2-0 | 2-2 | 1-0 | 0-2 | 1-4 | 1-1 | 1-1 | 2-2 | 2-0 | 1-0 | 3-7 | 1-1 | 0-0 | 1-3 |     |
| - Victoire à domicile - Match nul - Victoire à l'extérieur |     |     |     |     |     |     |     |     |     |     |     |     |     |     |     |     |

## Statistiques

### Meilleurs buteurs
| Rang | Joueur                | Club                     | Buts |
| ---- | --------------------- | ------------------------ | ---- |
| 1    | Georgi Demetradze     | Alania Vladikavkaz       | 21   |
| 2    | Andreï Tikhonov       | Spartak Moscou           | 19   |
| 3    | Vladimir Koulik       | CSKA Moscou              | 15   |
| 4    | Dmitriy Loskov        | Lokomotiv Moscou         | 14   |
| 4    | Oleg Teriokhine       | Dynamo Moscou            | 14   |
| 6    | Arsen Avakov          | Lokomotiv Nijny Novgorod | 13   |
| 7    | Viatcheslav Kamoltsev | Torpedo Moscou           | 12   |
| 7    | Sergueï Semak         | CSKA Moscou              | 12   |
| 7    | Oleg Veretennikov     | Rotor Volgograd          | 12   |

## Les 33 meilleurs joueurs de la saison
À l'issue de la saison, la fédération russe de football désigne les 33 meilleurs joueurs du championnat (ru).
Gardien
1. Aleksandr Filimonov (Spartak Moscou)
2. Rouslan Nigmatoulline (Lokomotiv Moscou)
3. Roman Berezovsky (Zénith Saint-Pétersbourg)

Arrière droit
1. Dmytro Parfenov (Spartak Moscou)
2. Valeri Minko (CSKA Moscou)
3. Alekseï Arifoulline (en) (Lokomotiv Moscou)

Défenseur central droit
1. Dmitri Khlestov (Spartak Moscou)
2. Igor Tcherevtchenko (Lokomotiv Moscou)
3. Viatcheslav Daïev (Torpedo Moscou)

Défenseur central gauche
1. Igor Tchougaïnov (Lokomotiv Moscou)
2. Viktor Boulatov (Spartak Moscou)
3. Ievgueni Varlamov (CSKA Moscou)

Arrière gauche
1. Sergueï Gurenko (Lokomotiv Moscou)
2. Youri Kovtun (Spartak Moscou)
3. Oleg Kornaukhov (en) (CSKA Moscou)

Milieu droit
1. Sergueï Semak (CSKA Moscou)
2. Albert Sarkisyan (en) (Lokomotiv Moscou)
3. Oleksandr Horshkov (en) (Zénith Saint-Pétersbourg)

Milieu central droit
1. Alexeï Smertine (Lokomotiv Moscou)
2. Iouri Drozdov (en) (Lokomotiv Moscou)
3. Dmitri Khomukha (en) (CSKA Moscou)

Milieu central gauche
1. Egor Titov (Spartak Moscou)
2. Dmitri Loskov (Lokomotiv Moscou)
3. Artyom Bezrodny (Spartak Moscou)

Milieu gauche
1. Andreï Tikhonov (Spartak Moscou)
2. Rolan Goussev (Dynamo Moscou)
3. Ievgueni Kharlatchiov (Lokomotiv Moscou)

Attaquant droit
1. Aleksandr Panov (Zénith Saint-Pétersbourg)
2. Zaza Janashia (en) (Lokomotiv Moscou)
3. Aleksandr Chirko (en) (Spartak Moscou)

Attaquant gauche
1. Georgi Demetradze (Alania Vladikavkaz)
2. Vladimir Koulik (CSKA Moscou)
3. Oleg Teriokhine (Dynamo Moscou)

## Bilan de la saison
| Championnat de Russie de football 1999    |                           |
| Champion                                  | Spartak Moscou (7e titre) |
| Coupes et trophées                        |                           |
| Vainqueur de la Coupe de Russie 1999-2000 | Lokomotiv Moscou          |
| Qualifications continentales              |                           |
| Ligue des champions 2000-2001             | Spartak Moscou            |
| Ligue des champions 2000-2001             | Lokomotiv Moscou          |
| Coupe UEFA 2000-2001                      | Alania Vladikavkaz        |
| Coupe UEFA 2000-2001                      | CSKA Moscou               |
| Coupe UEFA 2000-2001                      | Dynamo Moscou             |
| Coupe UEFA 2000-2001                      | Torpedo Moscou            |
| Coupe Intertoto 2000                      | Rostselmach Rostov        |
| Coupe Intertoto 2000                      | Zénith Saint-Pétersbourg  |
| Promotions et relégations                 |                           |
| Promus en première division               | Anji Makhatchkala         |
| Promus en première division               | Fakel Voronej             |
| Relégués en deuxième division             | Chinnik Iaroslavl         |
| Relégués en deuxième division             | Jemtchoujina Sotchi       |